# Експресіонізм (архітектура)

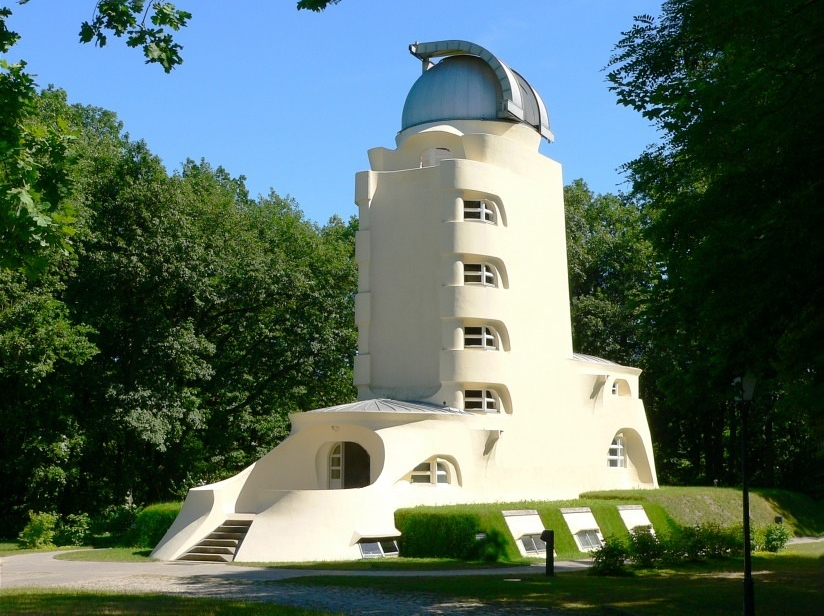
«Вежа Ейнштейна» в Потсдамі, Німеччина — астрономічна обсерваторія в науковому парку «Альберт Ейнштейн». Приклад еспресіонізму в архітектурі. Архітектор — Еріх Мендельсон

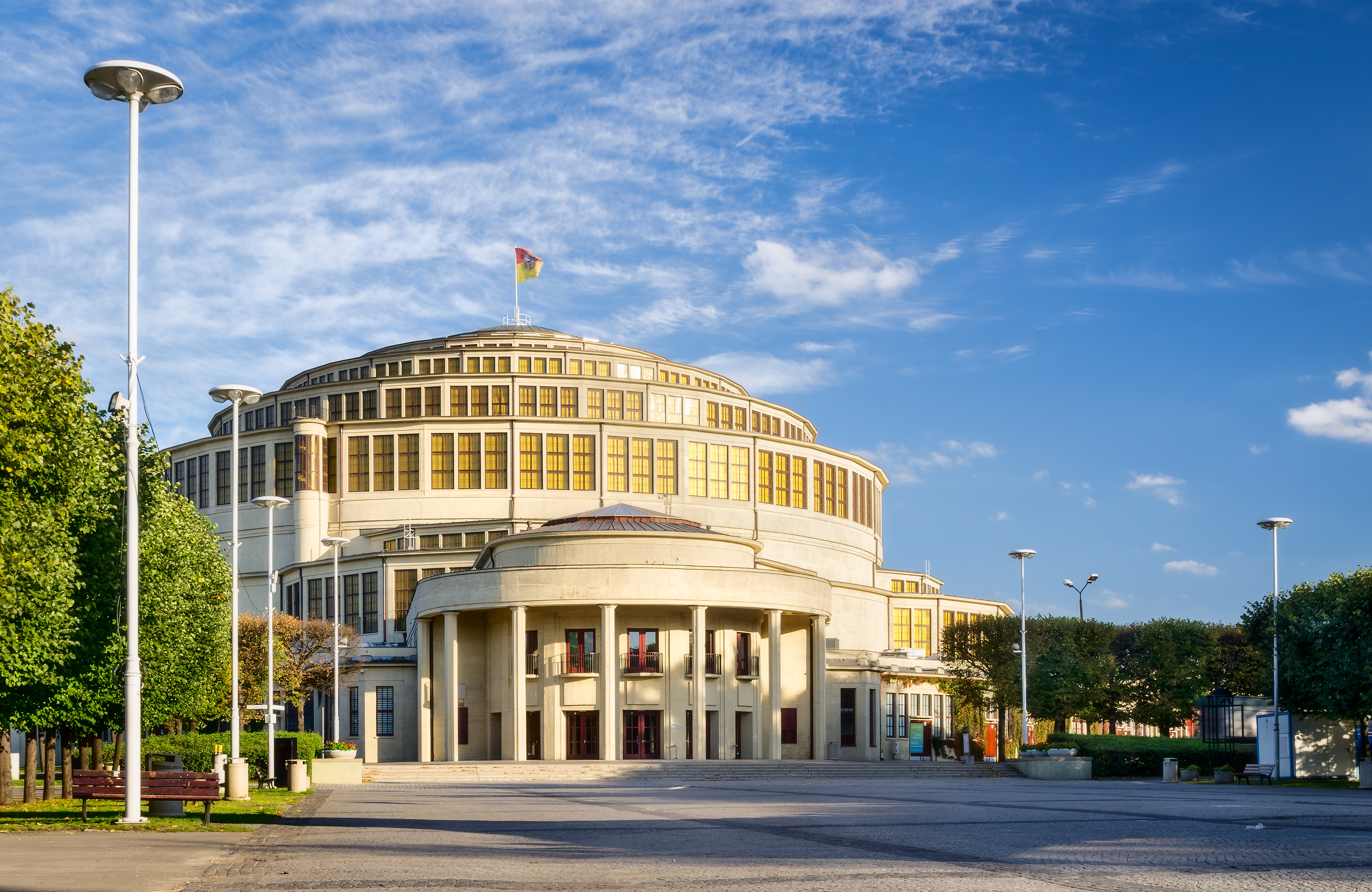
Зала століття Макса Берга, внесена до Списку об'єктів Світової спадщини ЮНЕСКО

Експресіоні́зм в архітекту́рі або експресіоністи́чна архітекту́ра — напрямок у архітектурі Північної Європи перших десятиліть XX століття, що поширювався через бурхливий розвиток експресіонізму у живописі, театрі, літературі та інших напрямках мистецтва.

## Походження
Загалом експресіонізм у архітектурі проявлявся у творчості німецьких, нідерландських, данських, австрійських та чеських архітекторів, які працювали починаючи з 1910-их до 1924 року. Інше визначення даного поняття відводить нас до 1905 року і розширює географію експресіонізму в архітектурі на всю Європу. Проте сьогодні до цього напрямку можуть зараховуватися архітектурні твори будь-якого року чи місцезнаходження, які характеризуються відповідними особливостями, зокрема: викривленість, фрагментація або зображення агресивних чи перенапружених емоцій.

## Особливості стилю
Стиль характеризувався використанням ранньо-модерністичних новітніх матеріалів, зовнішнім новаторством, та незвичайно масивними формами, які виходили або внаслідок природних біоморфних форм, або технічних можливостей, зокрема масовим виробництвом цегли, гартованого і спеціального скла. Багато експресіоністів брало участь у першій світовій війні. Їхні враження, переживання, думки, ідеї, що виникли під впливом політичної нестабільності та соціальних змін у післявоєнний період та особливо після Німецької революції 1919 року відбилися на утопічному характері їхніх творів. Економічна нестабільність у період з 1914 до середини 1920-их сповільнила розвиток будівництва. Це стало причиною, що деякі твори так і залишилися лише проектами на папері і досі не були втілені в життя, для прикладу Alpine Architecture Бруно Таута чи Formspiels Германна Фінстерліна.
Важливими подіями для розвитку архітектурного експресіонізму були: Вуркбундська виставка 1914 року (Кельн), вистави і театральні дійства у «Великому театрі» у Берліні, листи «Скляних ланцюгів», а також діяльність Амстердамської школи.

## Відомі експресіоністи-архітектори
- Бене Адольф (нім. Adolf Behne)
- Фінстерлін Германн (нім. Hermann Finsterlin)
- Гропіус Вальтер
- Герінг Гуго
- Мендельзон Еріх
- Поелзіг Ганс
- Шарон Ганс
- Рудольф Штайнер
- Таут Бруно